# カステッロ・カビアーリオ
カステッロ・カビアーリオ（伊: Castello Cabiaglio）は、イタリア共和国ロンバルディア州ヴァレーゼ県にある、人口約500人の基礎自治体（コムーネ）。

## 地理

### 位置・広がり

#### 隣接コムーネ
隣接するコムーネは以下の通り。
- バラッソ
- ブリンツィオ
- コメーリオ
- クヴェーリオ
- クーヴィオ
- ルヴィナーテ
- ランチョ・ヴァルクーヴィア
- ヴァレーゼ

### 地震分類
イタリアの地震リスク階級 (it) では、4 に分類される
。